# التهاب القرنية التقرحي المحيطي
يشير التهاب القرنية التقرحي المحيطي أو التهاب القرنية التقرحي الهامشي إلى مجموعة من الأمراض الالتهابية المُخرِبة التي تصيب الجزء المحيطي (الطرفي) من القرنية في عيني الإنسان. تشمل أعراض التهاب القرنية التقرحي المحيطي الألم واحمرار العين وفرط الحساسية للضوء وانخفاض الرؤية بالإضافة إلى ظهور علامات تلف القرنية على شكل هلال. أسباب هذه الحالة متعددة، منها الرضوض واستخدام عدسات لاصقة ملوثة، وترتبط بوجود مشكلات صحية جهازية أخرى. يترافق التهاب القرنية التقرحي المحيطي بأمراض عينية وجهازية أخرى. وتعد قرحة مورن شكلًا شائعًا من التهاب القرنية التقرحي المحيطي. تتوسط العمليات المناعية الموضعية أو الجهازية معظم حالات التهاب القرنية التقرحي المحيطي، وتؤدي إلى التهاب نسيج القرنية وتلفه في النهاية. من أجل تشخيص التهاب القرنية التقرحي المحيطي، يجب مراجعة التاريخ الطبي وإجراء فحوصات جسدية كاملة. يوجد نوعان رئيسيان من العلاجات المستخدمة: الأدوية مثل الستيروئيدات القشرية أو الأدوية المثبطة للمناعة الأخرى واستئصال ملتحمة العين جراحيًا. مآل التهاب القرنية التقرحي المحيطي غير واضح. بينت دراسة واحدة وجود مضاعفات محتملة. يعتبر التهاب القرنية التقرحي المحيطي حالة نادرة معدل حدوثها ثلاثة في كل مليون سنويًا.

## العلامات والأعراض
أسهل العلامات اكتشافًا وجود آفة ظاهرة في القرنية هلالية الشكل. من أهم أسباب تخرب القرنية تدهور النسيج المتوسط وعيوب الظهارة على الخلايا الالتهابية. يحدث تغير في بنية القرنية في المناطق الطرفية، اعتمادًا على شدة ترقق القرنية. ويُحتمل حدوث ثقب خفي في القرنية. ويعد تكون قرحة بيضاوية الشكل على هامش القرنية علامة أخرى.
تشمل أعراض التهاب القرنية التقرحي المحيطي الألم والاحمرار والدُماع وزيادة الحساسية للضوء الساطع وضعف الرؤية أو عدم وضوحها والشعور بأجسام غريبة في العينين.

### ارتباطه بأمراض أخرى
توجد ارتباطات متعددة بين التهاب القرنية التقرحي المحيطي وأمراض عينية وجهازية أخرى. أهم الامراض الجهازية المرتبطة به التهاب المفاصل الروماتويدي والورام الحبيبي الواغنري والتهاب الشرايين العقدي المتعدد.
- التهاب المفاصل الروماتويدي: ترتبط نحو 50% من حالات التهاب القرنية التقرحي المحيطي بأمراض الكولاجين الوعائية، ويكون التهاب المفاصل الروماتويدي النوع الأكثر حدوثًا. يعاني نحو 34-42% من مرضى التهاب القرنية التقرحي المحيطي من التهاب المفاصل الروماتويدي.
- الورام الحبيبي الواغنري: يعتبر الورام الحبيبي الواغنري مرض مناعي ذاتي نادر يرتبط بالتهاب القرنية التقرحي المحيطي.[12] يسبب التهاب الأوعية الدموية في الجهاز التنفسي السفلي والعلوي، ويؤثر على أعضاء متعددة، بما في ذلك العينين. إذا لم يُقدم العلاج الجهازي في الوقت المناسب، سيصاب مرضى الورام الحبيبي الواغنري بالتهابات الملتحمة والصلبة. يؤدي الالتهاب في النهاية إلى ترقق القرنية ويزيد من سوء التهاب القرنية التقرحي المحيطي.[13]
- التهاب الشرايين العقدي المتعدد: يعد التهاب الشرايين العقدي المتعدد مرضًا مناعيًا ذاتيًا آخر يهاجم فيه الجهاز المناعي للجسم الشرايين الصغيرة والمتوسطة. يُعد التهاب القرنية التقرحي المحيطي من المظاهر الالتهابية العينية الرئيسية في هذا المرض.[12]

## الأسباب
توجد ثلاثة أسباب رئيسة لحدوث التهاب القرنية التقرحي المحيطي. أحد الأسباب المحتملة حدوث إصابة تؤدي إلى خدش في سطح القرنية. تنتج عن الخدش فتحة في القرنية تسمح بمرور العوامل الممرضة وبالتالي حدوث الالتهاب. السبب المحتمل الثاني تلوث العدسات اللاصقة، إذ قد تتلوث بالفطور أو الجراثيم أو الطفيليات، تستطيع الشوكميبة العيش على سطح العبوات الحافظة للعدسات اللاصقة. عند استخدام عدسات ملوثة، تنتقل عُضيات مجهرية إلى القرنية فتسبب الالتهاب. يسبب وضع العدسات اللاصقة لفترة طويلة ضررًا في القرنية، يسمح بدخول العضيات المجهرية إلى القرنية. يمكن أن تحدث العدوى من خلال المياه الملوثة كمياه الأنهار والمحيط والبحيرات والأحواض الساخنة، التي تحتوي كميات كبيرة من الجراثيم والفطور والطفيليات. إذا وُجدت أذية في سطح القرنية، سيسمح التماس مع المياه الملوثة بانتقال هذه العضيات الممرضة ما يؤدي إلى المرض. قد يحدث التهاب القرنية بسبب الجراثيم أو الفيروسات. من الأمثلة على ذلك فيروسات الحلأ وجراثيم المكورات البنية.